# Justicia dendropila
Justicia dendropila är en akantusväxtart som beskrevs av T.F.Daniel. Justicia dendropila ingår i släktet Justicia och familjen akantusväxter. Inga underarter finns listade i Catalogue of Life.